# Verzorgingsplaats Oeienbosch
Verzorgingsplaats Oeienbosch is een snelwegparking aan de Nederlandse A67 tussen de verbindingsbogen van aansluiting 31 (Valkenswaard) in de richting van Antwerpen. Het ligt in de gemeente Veldhoven.
Richting Duisburg: Het Goor · Meelakkers · Het Gevlocht · Deersels · Zwartewater
Richting Antwerpen: Venlose Heide · Reunen · De Slenk · Helenaveen · De Leysing · Oeijenbraak · Oeienbosch · De Beerze